# Железнодорожные вокзалы Москвы

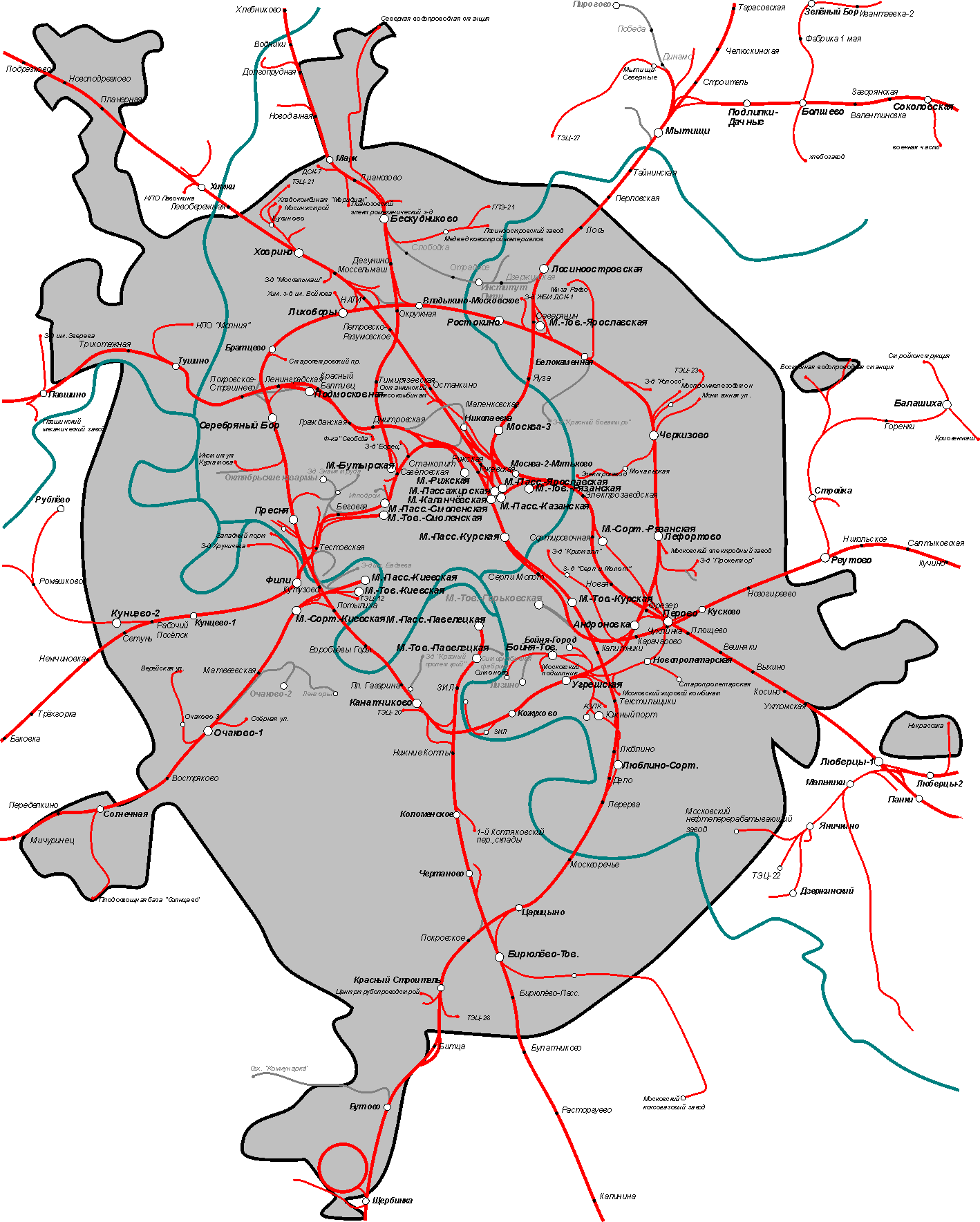
Московский железнодорожный узел в границах до 1 июля 2012 года

В Москве имеется десять действующих железнодорожных вокзалов. Они входят в Московскую и Северо-Западную региональные дирекции железнодорожных вокзалов ОАО «Российские железные дороги». Ранее (до 1896 года) также существовал Нижегородский вокзал, в начале XX века рассматривалась возможность создания Центрального вокзала.

## Общие сведения
Почти все вокзалы являются начально-конечными тупиковыми пунктами железнодорожных линий-направлений от Москвы. Не является тупиковым Восточный вокзал, отчасти Савёловский (два сквозных пути с Белорусского вокзала в сторону Савёлова), Белорусский (четыре сквозных пути на Алексеевскую соединительную линию в сторону Савёловского и Курского направлений) и Курский (тупиковый для электропоездов Горьковского направления) вокзалы.
Курский вокзал обслуживает два железнодорожных направления от Москвы (Курское и Горьковское), также два магистральных направления (Рязанское и Казанское) обслуживает Казанский вокзал (место соединения двух магистральных направлений находится в городе Люберцы недалеко от границы Москвы), остальные, кроме Восточного вокзала, — по одному направлению.
Со всех вокзалов, кроме Восточного, отправляются пригородные электропоезда. С трёх вокзалов (Павелецкий, Белорусский, Савёловский) существует движение электропоездов «Аэроэкспресс» до аэропортов (Домодедово и Шереметьево соответственно); с Киевского вокзала также идёт пригородный экспресс во Внуково.
На всех вокзалах есть пересадка на станции Московского метрополитена (в большинстве случаев сразу на несколько линий метрополитена), при этом Кольцевая линия связывает все вокзалы, кроме Рижского, Савёловского и Восточного. Рижский и Савёловский вокзалы связаны Большой кольцевой линией. С Восточного вокзала можно пересесть на Московское центральное кольцо (станция Локомотив).
Три вокзала (Казанский, Ленинградский, Ярославский) расположены рядом друг с другом на Комсомольской площади, неофициально именуемой «площадью Трёх вокзалов». С некоторых вокзалов (Савёловский, Рижский, Казанский, Ленинградский, Ярославский) есть пересадка на платформы железнодорожных станций других направлений.
Прилагательные из названия большинства вокзалов (за исключением Ленинградского, Савёловского, Белорусского и Восточного) входят в названия их железнодорожных станций вида Москва-*-*ая. В названиях большинства из этих станций при вокзалах (кроме Рижской, Бутырской и Черкизово) присутствует слово «пассажирская».
Существует также Правительственный вокзал вблизи Комсомольской площади. Сейчас на его месте располагается остановочный пункт Площадь трёх вокзалов станции Москва-Каланчёвская.
В 2021 году впервые более чем за 100 лет был построен новый вокзал — Восточный — на базе станции Черкизово Малого кольца МЖД.

## Пассажиропоток
Ниже представлен список московских вокзалов по ежемесячному пассажиропотоку. Данные за 2017 год. Сортировка по общему пассажиропотоку (сумма пассажиропотоков пригородного сообщения и дальнего следования).
| Вокзал        | Пассажиропоток пригородного сообщения | Пассажиропоток дальнего следования | Пассажиропоток всего |
| Ярославский   | 6 056 657                             | 516 408                            | 6 573 065            |
| Курский       | 5 009 741                             | 781 941                            | 5 791 682            |
| Казанский     | 2 808 517                             | 1 175 797                          | 3 984 314            |
| Ленинградский | 2 122 126                             | 930 048                            | 3 052 174            |
| Киевский      | 2 681 658                             | 308 915                            | 2 990 573            |
| Белорусский   | 2 122 650                             | 285 005                            | 2 407 655            |
| Павелецкий    | 1 648 903                             | 291 823                            | 1 940 726            |
| Савёловский   | 1 452 881                             | —                                  | 1 452 881            |
| Рижский       | 266 783                               | 29 320                             | 296 103              |
| ИТОГО         | 24 169 916                            | 4 319 257                          | 28 489 173           |

## Вокзалы

### Белорусский вокзал

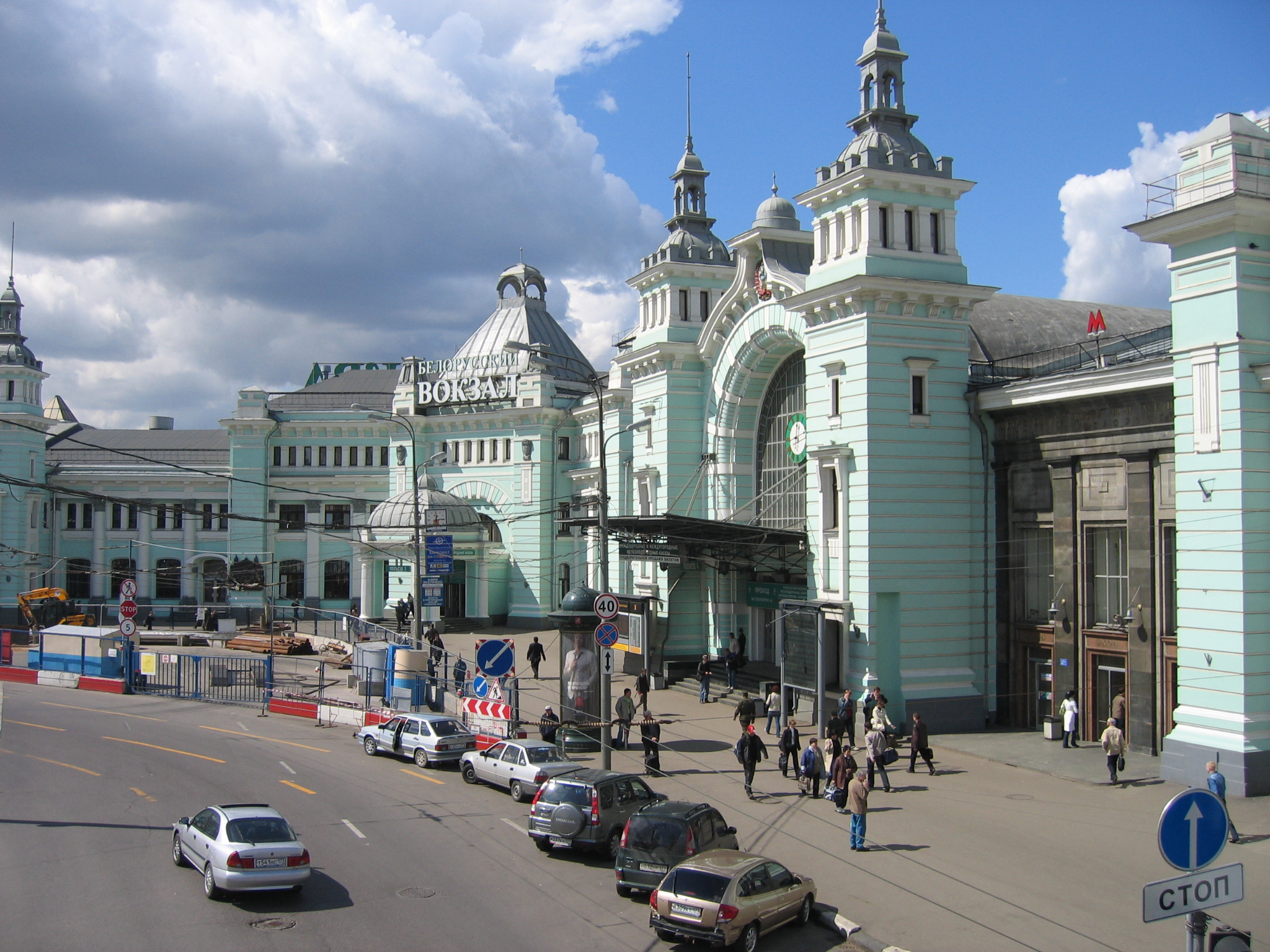
Белорусский вокзал

Железнодорожная станция Москва-Пассажирская-Смоленская. Вокзал входит в Московскую региональную дирекцию железнодорожных вокзалов.
Расположен на площади Тверская Застава.
Обслуживает поезда дальнего следования западного и (после перевода Савёловского вокзала исключительно на обслуживание пригородных поездов) северного (по Савёловской ветке, на Рыбинск) направлений России и зарубежья, а также транзитные поезда Минск — Архангельск, Минск — Новосибирск, Брест — Новосибирск.
Пригородные поезда (электрички) идут на Смоленское направление (до конечных станций Одинцово, Голицыно, Кубинка I, Можайск, Бородино, Усово, Звенигород) и транзитные электропоезда Савёловского направления (до 2019 года также Курского), «Аэроэкспрессы» в аэропорт Шереметьево.
Пересадка на станции метро «Белорусская (Кольцевая)» и «Белорусская (Замоскворецкая)».
Вокзал действует с 1870 года. До 1871 года назывался «Смоленский вокзал», до 1912 года — «Брестский вокзал», до 1917 года — «Александровский вокзал», до 1922 года — «Брестский вокзал», до 1936 года — «Белорусско-Балтийский вокзал».

### Восточный вокзал

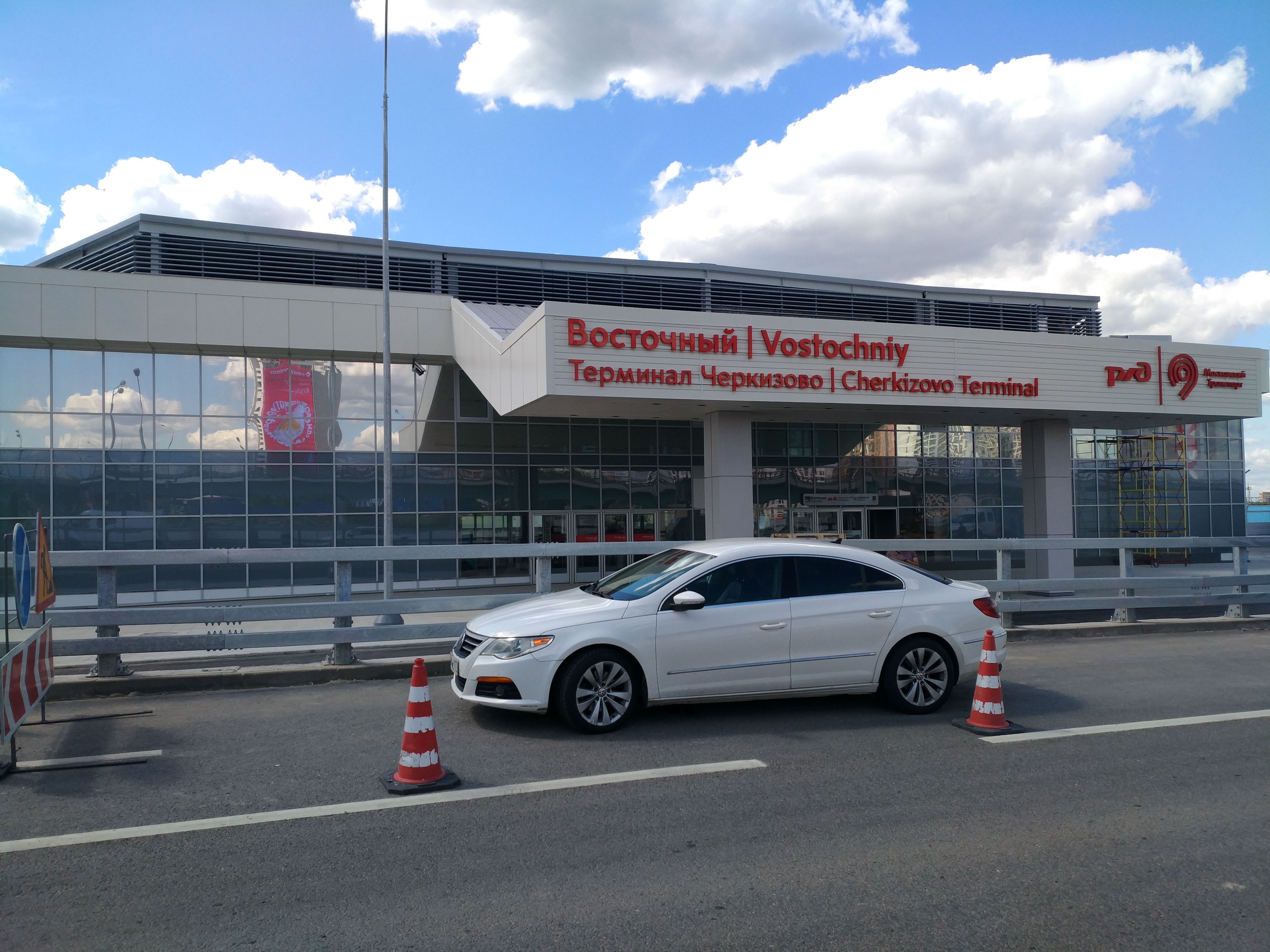
Восточный вокзал

Вокзал расположен на территории железнодорожной станции Черкизово Малого кольца Московской железной дороги. Строительство начато в 2020 году; открытие состоялось 29 мая 2021 года.
С вокзала отправляются те поезда дальнего следования, которые раньше отправлялись с Курского вокзала, и ряд транзитных поездов, ранее также проходивших через Курский вокзал.
Две платформы — высокая и низкая — позволяют обслуживать как классические поезда дальнего следования, так и электропоезда «Стриж».
Восточный вокзал — единственный, на котором нет тупиковых путей. Вокзал не обслуживает пригородные электропоезда, но составляет единое целое со станцией МЦК Локомотив.
Имеется пересадка на станцию метро «Черкизовская».

### Казанский вокзал

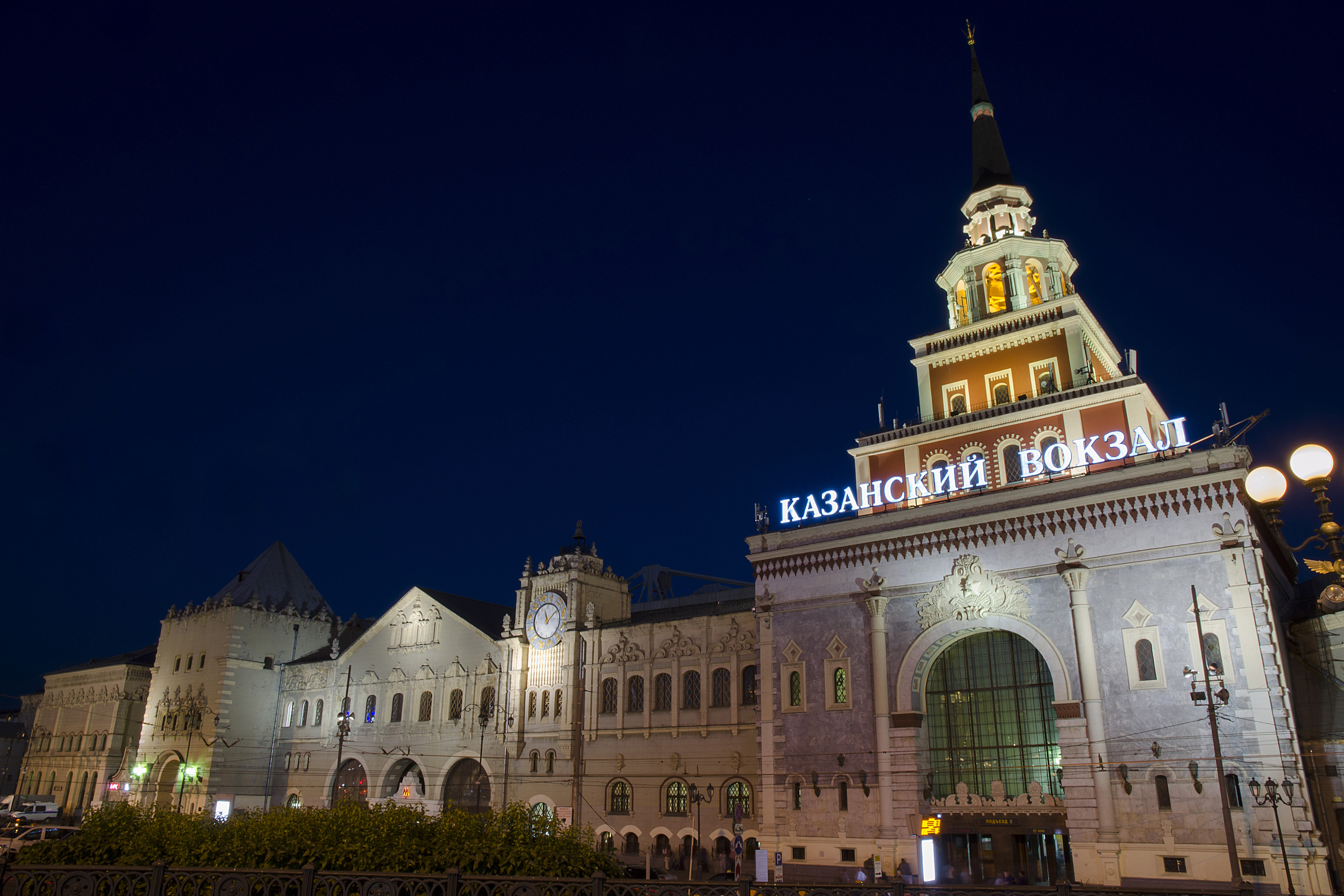
Казанский вокзал

Железнодорожная станция Москва-Пассажирская-Казанская. Вокзал входит в Московскую региональную дирекцию железнодорожных вокзалов.
Расположен на Комсомольской площади (площади трёх вокзалов).
С вокзала отправляются поезда дальнего следования, а также пригородные поезда в двух направлениях — Казанском (восточном) и Рязанском (юго-восточном). Разветвление по направлениям происходит на станции Люберцы I. При этом по Рязанскому ходу следует также основная масса поездов дальнего следования в южные регионы России, в частности на Кавказ и в Крым, поэтому фактически вокзал обслуживает не два, а три направления.
Пригородные поезда до станций Быково, Раменское, Ипподром, Фаустово, Виноградово, 88 км (город Воскресенск), Шиферная, Голутвин (город Коломна),Луховицы, Рязань-1 и Рязань-2 (Рязанское направление), Куровская, Шатура, Черусти, Егорьевск (Казанское направление). По Рязанскому направлению интенсивность пригородного движения примерно в три раза выше, что обусловлено наличием крупных городов и в целом более высокой плотностью населения вдоль линии.
Пересадка на железнодорожную платформу Площадь трёх вокзалов.
Пересадка на станции метро «Комсомольская-кольцевая» и «Комсомольская-радиальная».
Вокзал действует с 1862 года. Новое здание было построено в 1913—1940 годах. До 1912 года имел название «Рязанский вокзал» (после 1912 года некоторое время использовались оба названия).

### Киевский вокзал

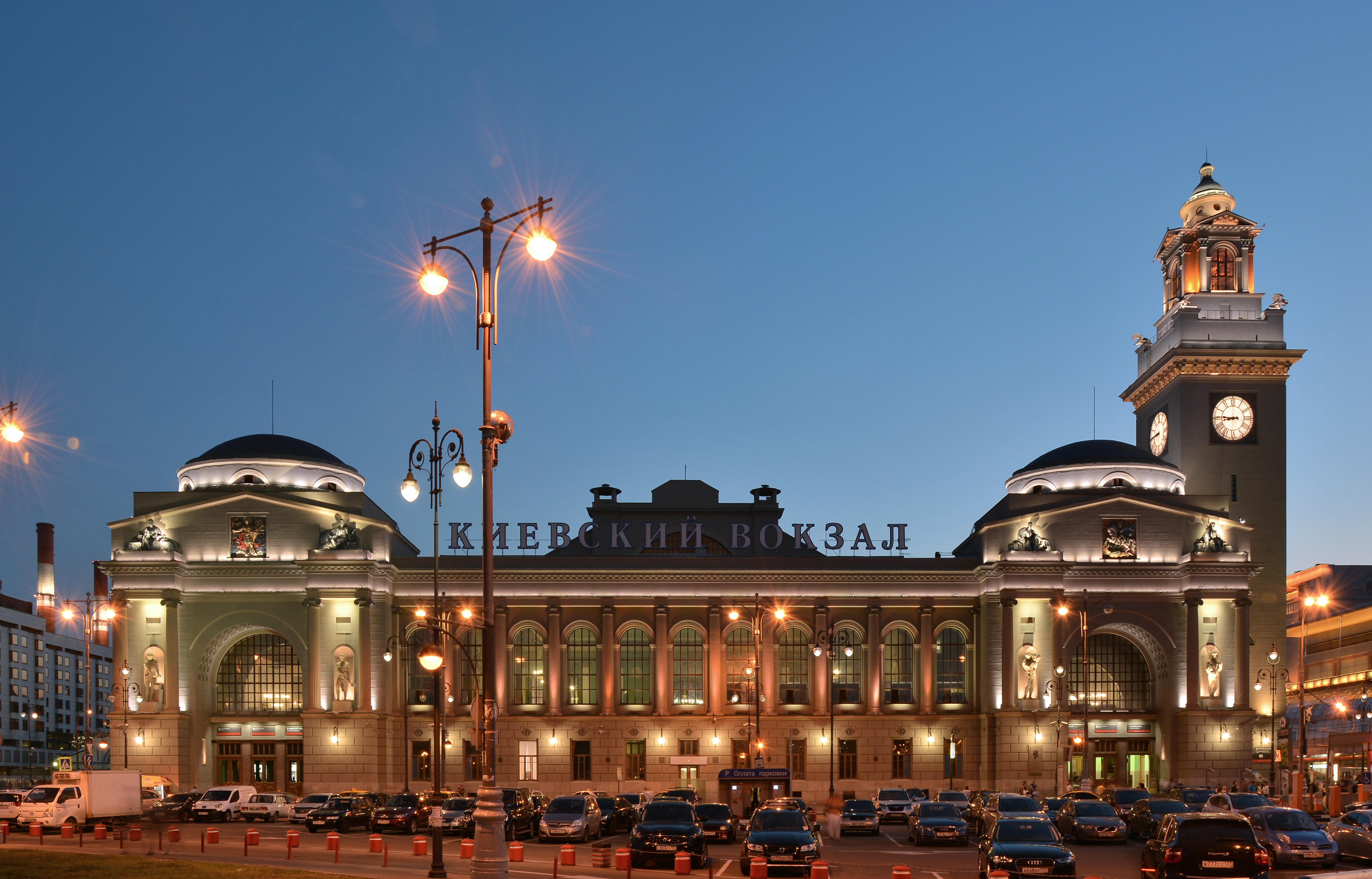
Киевский вокзал

Железнодорожная станция Москва-Пассажирская-Киевская. Вокзал входит в Московскую региональную дирекцию железнодорожных вокзалов.
Расположен на площади Киевского вокзала.
От вокзала идут электрички на Солнечную, Лесной Городок, Апрелевку, Бекасово-Сорт., Кресты, Нару (город Наро-Фоминск), Малоярославец, Калугу-1, а также экспрессы до аэропорта «Внуково» («Аэроэкспресс») и Калуги. Поезда дальнего следования с вокзала идут на Брянск, раньше также ходили на Киев, оттуда — в другие крупные города центра и запада Украины.
Пересадка на станции метро «Киевская (Кольцевая)», «Киевская (Филёвская)», «Киевская (Арбатско-Покровская)».
Вокзал действует с 1899 года. До 1934 года имел название «Брянский вокзал».

### Курский вокзал

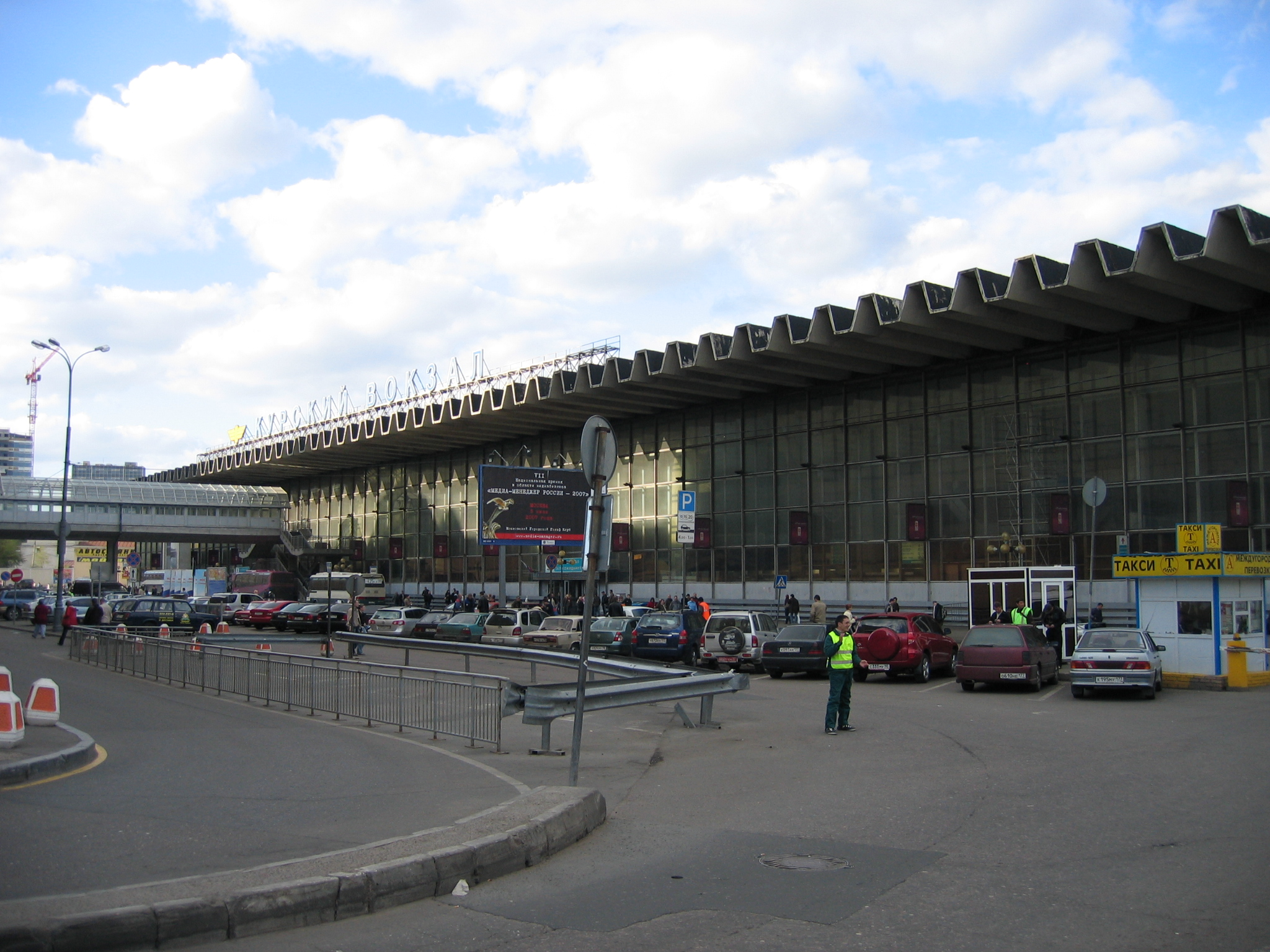
Курский вокзал

Железнодорожная станция Москва-Пассажирская-Курская. Вокзал входит в Московскую региональную дирекцию железнодорожных вокзалов.
Расположен на площади Курского вокзала.
С вокзала в южном направлении идут электрички на Царицыно, Подольск, Львовский, Чехов, Серпухов, Тарусская, Тулу, экспрессы — на Тулу и Орёл, поезда дальнего следования — на Орёл, Курск, Белгород. До 2014 года с вокзала отправлялись поезда на Харьков, Донецк, города Центральной и Юго-Восточной Украины и Крыма, а также через Харьков — на Ростов-на-Дону, города Северного Кавказа и российского Черноморского побережья.
По Горьковскому направлению идут электрички на восток до станций Реутово, Балашиха, Железнодорожная, Фрязево, Ногинск, Захарово, Электрогорск, Крутое, Петушки, Владимир, электрички-экспрессы на Владимир, поезда дальнего следования на Нижний Новгород, а также поезда «Стриж» и «Ласточка» по маршруту «Москва — Нижний Новгород». Электрички Горьковского направления идут не с основного перрона, а с тупиков к югу от вокзала, огороженных турникетами.
Пересадка на станции метро «Курская (Кольцевая)», «Курская (Арбатско-Покровская)», «Чкаловская».
Вокзал действует с 1861 года. Первое время назывался «Курско-Нижегородский вокзал».
Доля города Москвы в праве общей долевой собственности на многофункциональный комплекс на площади Курского вокзала составляет 40 % его общей площади.
В 2020—2021 годах некоторые поезда дальнего следования, проходящие через Курский вокзал (или начинающие свой путь с него), переводятся на другие вокзалы, в том числе на новый Восточный вокзал на станции Черкизово МКЖД.

### Ленинградский вокзал

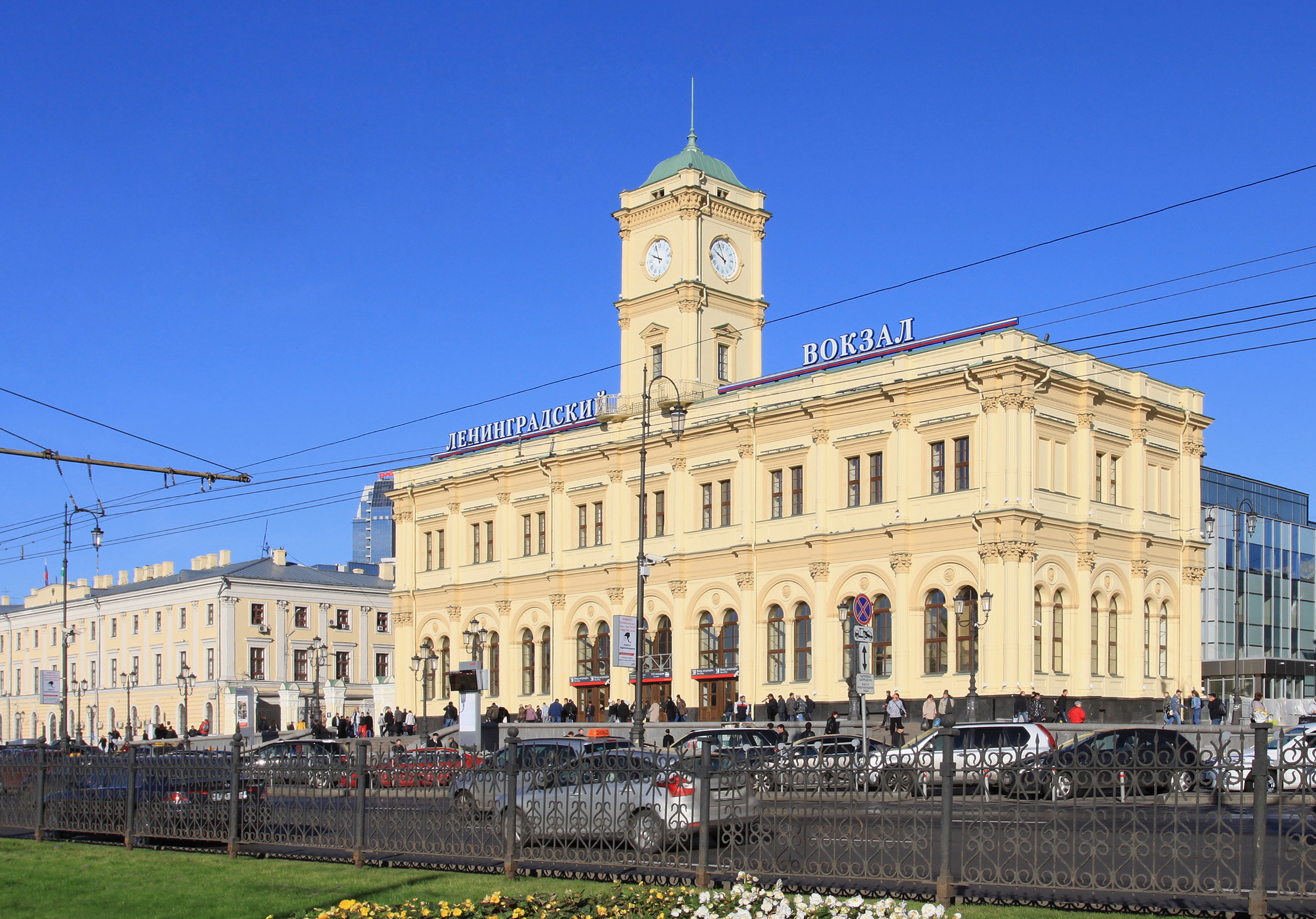
Ленинградский вокзал

Железнодорожная станция Москва-Пассажирская. Вокзал входит в Северо-Западную региональную дирекцию железнодорожных вокзалов. Это единственный из основных вокзалов в Москве, который относится не к Московской, а к Октябрьской железной дороге.
Вокзал расположен на Комсомольской площади (площади Трёх вокзалов).
С вокзала отправляются поезда, следующие в Санкт-Петербург, Великий Новгород, Псков, Мурманск, Петрозаводск, Хельсинки (прекращены), Таллин (прекращены) и др. Также с вокзала следуют пригородные электрички до Крюкова (Зеленоград), Подсолнечной (город Солнечногорск), Клина, Конакова, Твери.
Пересадка на железнодорожную платформу Площадь Трёх Вокзалов.
Пересадка на станции метро «Комсомольская» Кольцевой и Сокольнической линий.
Вокзал действует с 1851 года. До 1855 года носил название «Петербургский вокзал», до 1924 года — «Николаевский вокзал», в 1924—1937 годах — «Октябрьский вокзал».

### Павелецкий вокзал

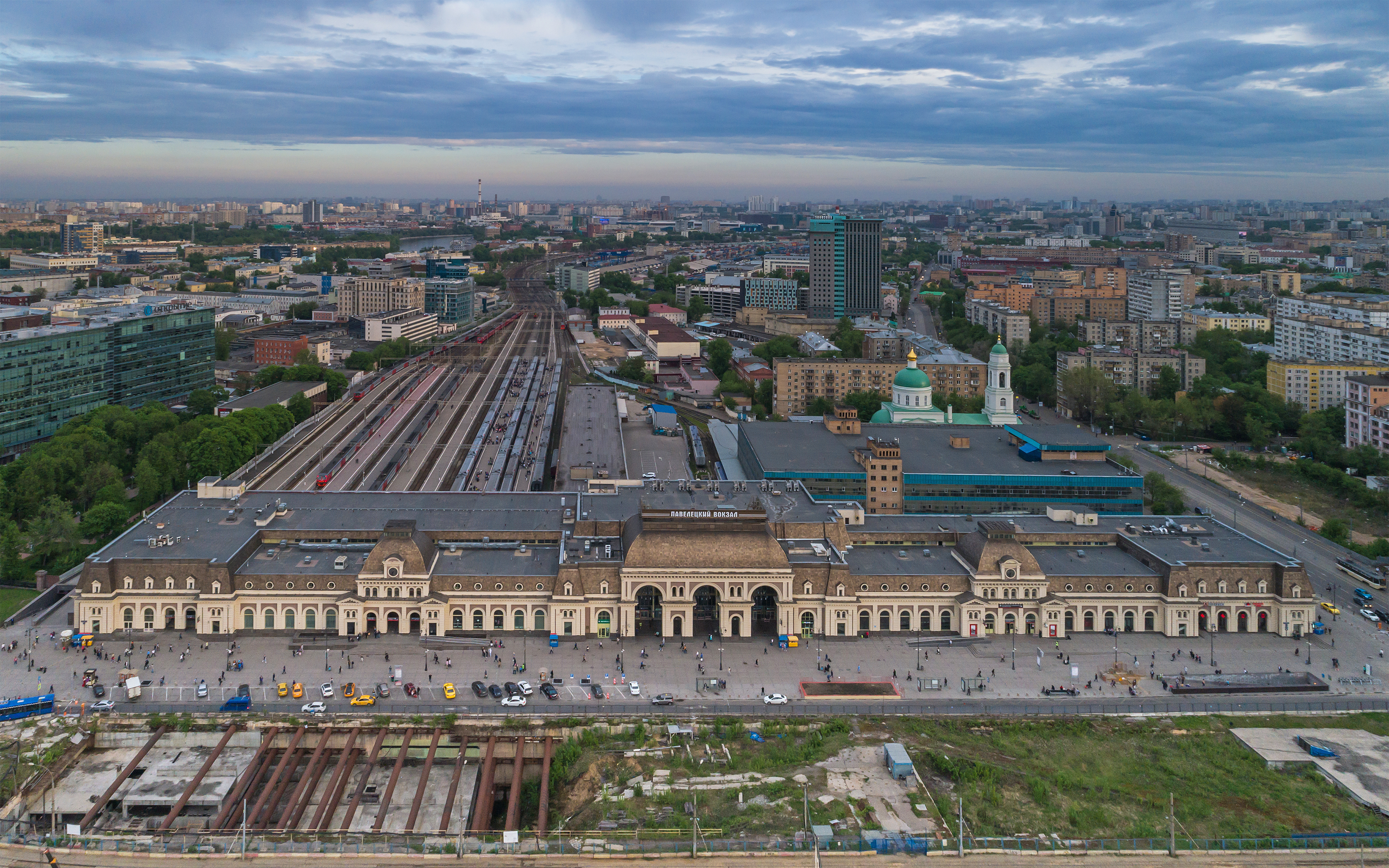
Павелецкий вокзал

Железнодорожная станция Москва-Пассажирская-Павелецкая. Вокзал входит в Московскую региональную дирекцию железнодорожных вокзалов. Расположен на Павелецкой площади.
От вокзала идут пригородные электропоезда (в том числе экспрессы) до станций Домодедово, Аэропорт-Домодедово, Барыбино, Михнево, Ступино, Кашира, Ожерелье, Узуново, а также «Аэроэкспрессы» в аэропорт Домодедово и региональные экспрессы на Узловую через Венёв и Новомосковск.
С вокзала отправляются поезда дальнего следования в Тамбов, Воронеж, Волгоград, Белгород, города Крыма и Центральной Азии, а также на Кубань и Кавказ. После электрификации участка Ожерелье-Елец на Павелецкий вокзал планируется  перевести многие поезда южного направления.
Пересадка на станции метро «Павелецкая (Кольцевая)» и «Павелецкая (Замоскворецкая)».
Вокзал действует с 1900 года. В 1910—1941 годах назывался «Саратовский вокзал».

### Рижский вокзал

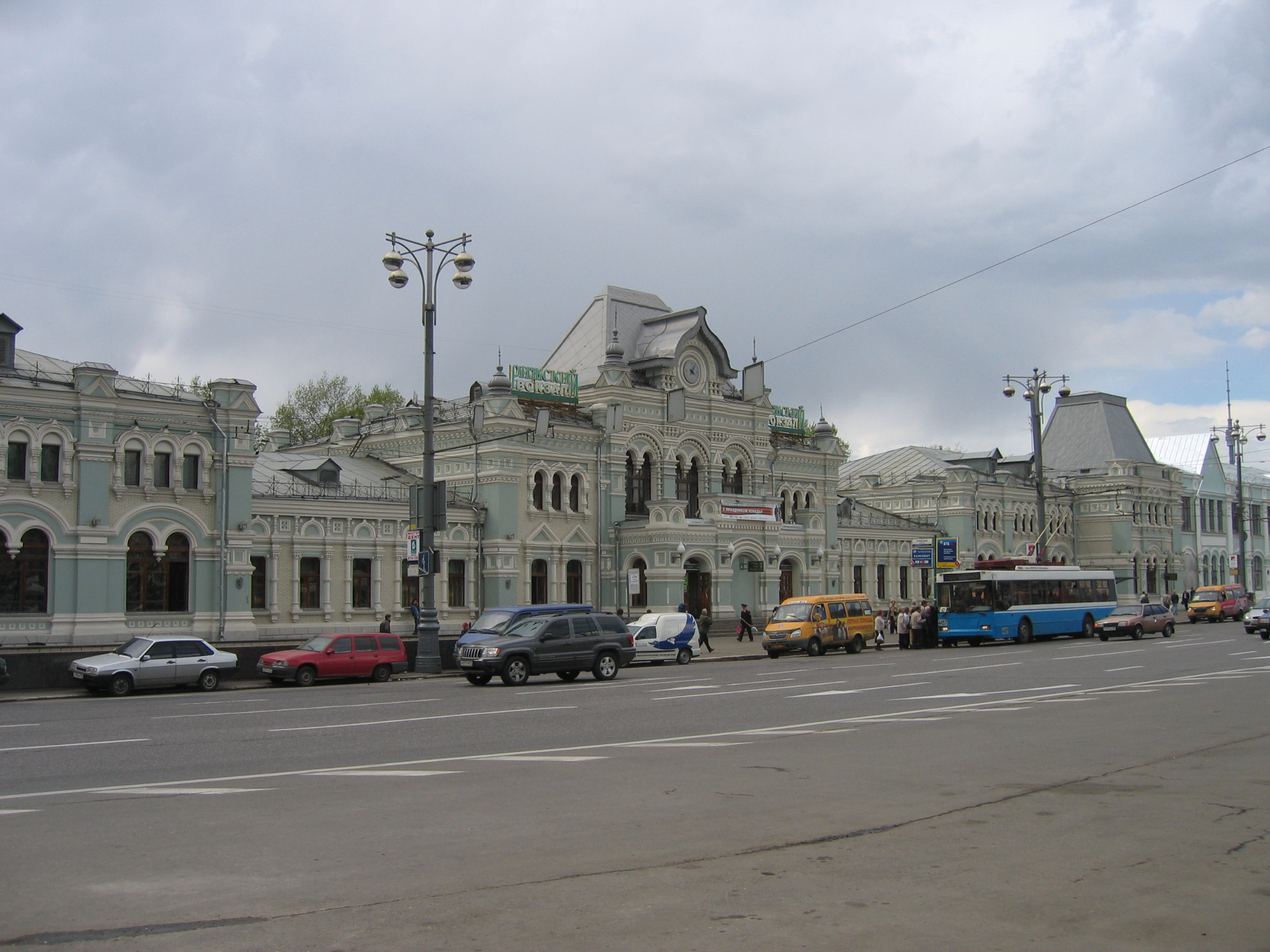
Рижский вокзал

Железнодорожная станция Москва-Рижская. Вокзал входит в Московскую региональную дирекцию железнодорожных вокзалов.Расположен на Рижской площади.
С вокзала отправляется небольшое количество пригородных электропоездов до станций Нахабино, Дедовск, Новоиерусалимская (город Истра), Румянцево, Волоколамск, Шаховская, а также электропоезда «Ласточка» до о. п. Муравьёво (через Княжьи Горы, Погорелое Городище, Зубцов, Ржев, Ржевский мемориал). Основная масса электропоездов Рижского направления идёт транзитом через Курский вокзал и Подольск далее на юг без заезда на Рижский вокзал. Ранее с вокзала ходили поезда дальнего следования до Риги, Великих Лук и Пскова; поезда в Ригу отменены с 2020 года, а остальные поезда перенесены на Белорусский вокзал.
С вокзала имеется пересадка на станцию метро «Рижская» Калужско-Рижской линии и на одноимённую станцию Большой кольцевой линии, а также пешая пересадка на станцию Рижская Курско-Рижского диаметра (МЦД-2).
Вокзал действует с 1901 года. До 1946 года имел название «Ржевский вокзал», до середины 1930-х — «Балтийский вокзал», до 1930 года — «Виндавский вокзал».
С 1 марта 2023 по 1 сентября 2024 года вокзал был временно закрыт для посадки и высадки пассажиров из-за строительства транспортно-пересадочного узла и модернизации здания вокзала.

### Савёловский вокзал

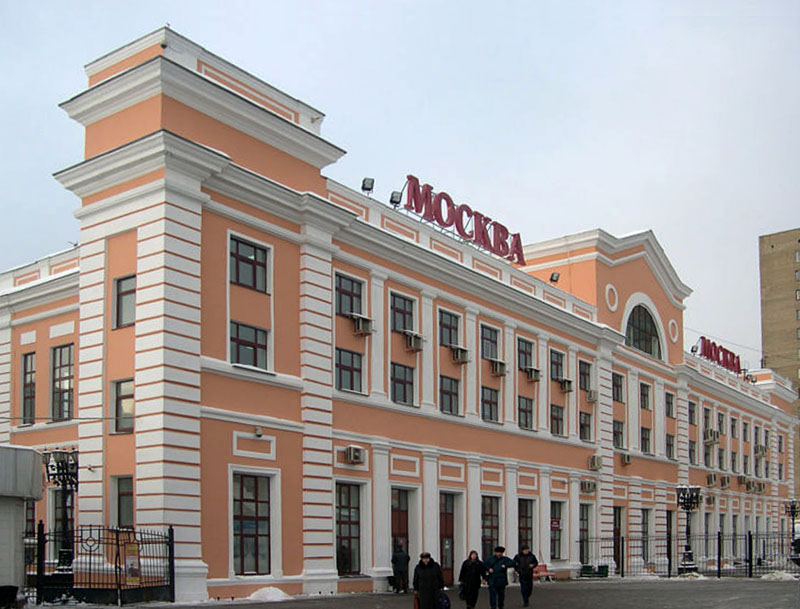
Савёловский вокзал

Железнодорожная станция Москва-Бутырская. Вокзал входит в Московскую региональную дирекцию железнодорожных вокзалов. Расположен на площади Савёловского Вокзала.
От вокзала отправляются электропоезда до Лобни, Икши, Дмитрова, Талдома, Савёлова (город Кимры), а также по ответвлению до Дубны (в том числе пригородные экспрессы). Многие поезда идут транзитном на Белорусское направление, включая поезда Белорусско-Савёловского диаметра (МЦД-1) сообщением Лобня — Одинцово; также транзитном следуют «Аэроэкспрессы» в и из аэропорта Шереметьево.
С вокзала имеется пересадка на железнодорожную платформу Савёловская Калужско-Нижегородского диаметра (МЦД-4), а также пересадка на станцию метро «Савёловская» Серпуховско-Тимирязевской линии и одноимённую станцию Большой кольцевой линии.
Вокзал открыт в марте 1902 года. До 1912 года имел название «Бутырский вокзал».
Один из двух вокзалов (наряду с Рижским), откуда не отправляются поезда дальнего следования. Ранее с вокзала ходили поезда на Рыбинск, Углич и по обходному маршруту на Санкт-Петербург.

### Ярославский вокзал

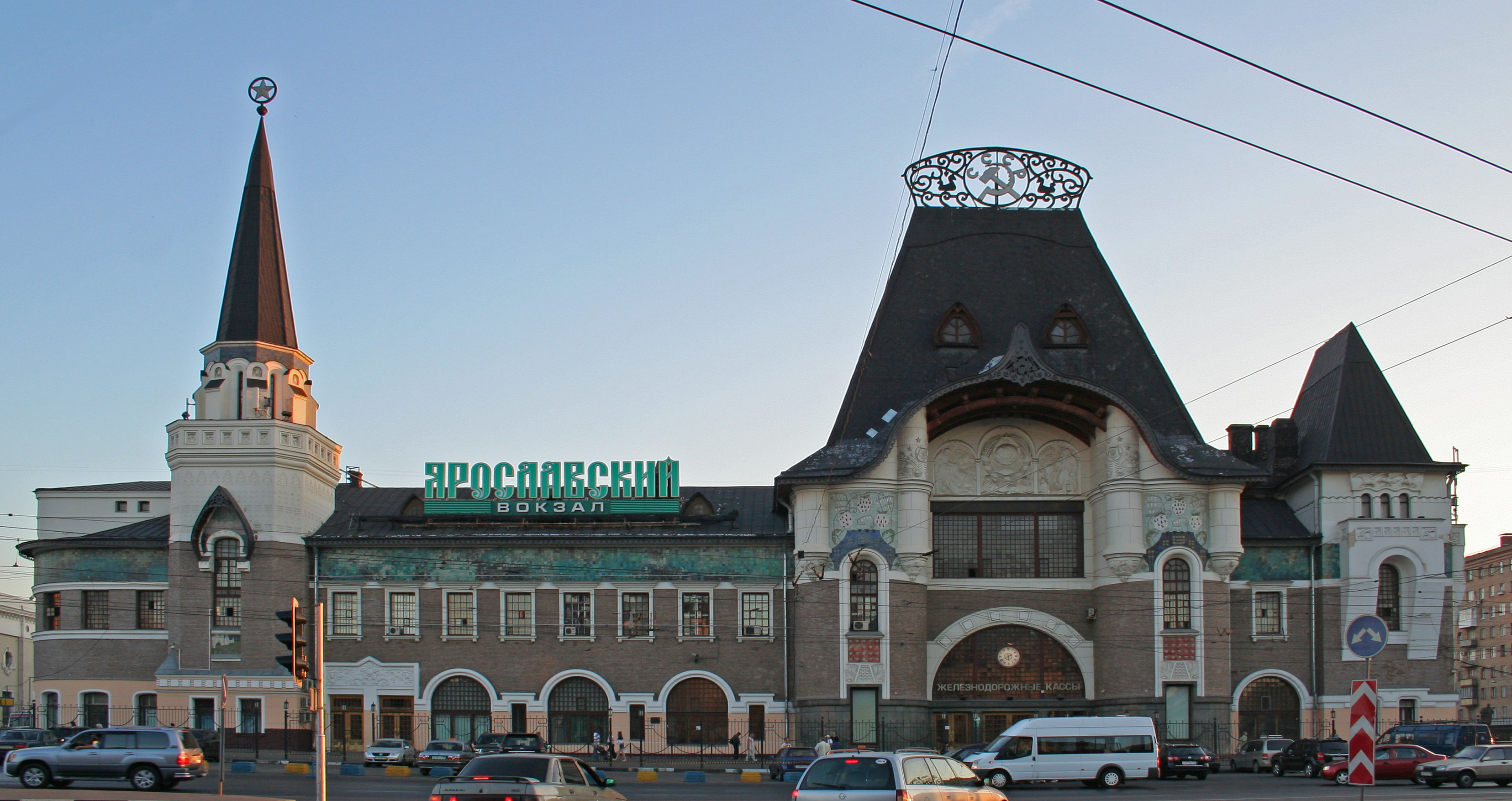
Ярославский вокзал

Железнодорожная станция Москва-Пассажирская-Ярославская. Вокзал входит в Московскую региональную дирекцию железнодорожных вокзалов.
Расположен на Комсомольской площади (площади Трёх вокзалов).
Вокзал связывает Москву с районами Севера, Урала, Сибири, Дальнего Востока (здесь начинается самая длинная в мире железнодорожная магистраль Москва — Владивосток длиной в 9302 км), а также со столицами Китая, Монголии, КНДР; принимает часть пассажиропотока Горьковского направления вместо Курского вокзала по соединительной ветке Фрязево — Мытищи.
Ярославский вокзал — самый загруженный в Москве по пригородному пассажиропотоку. Пригородные электропоезда идут до станций Пушкино, Софрино, Сергиев Посад, Александров (основная линия Ярославского направления), Болшево (город Королёв), Щёлково, Монино, Фрязево (по хордовой линии от станции Мытищи), Красноармейск, Фрязино (по ответвлениям).
Пересадка на железнодорожную платформу Площадь Трёх Вокзалов.
Пересадка на станции метро «Комсомольская» Кольцевой и Сокольнической линий.
Вокзал действует с 1862 года. До 1870 года — «Троицкий вокзал», до 1922 года — «Ярославский вокзал», до 1955 года — «Северный вокзал»,
14 февраля 2004 года с Ярославского вокзала отправился первый скоростной электропоезд Экспресс-Спутник, связавший столицу с подмосковным городом Мытищи, благодаря которому время в пути от Москвы до Мытищ сократилось до 18 минут.

## В художественной литературе
- Художественное описание вокзалов Москвы 1920-х годов дано в главе XVI романа «Двенадцать стульев» Ильи Ильфа и Евгения Петрова.
- Книга Леонида Словина «Астраханский вокзал»[8][9].

### Комментарии
1. ↑  Название “Площадь Трёх Вокзалов“ также носит расположенный неподалёку остановочный пункт Алексеевской соединительной ветви.
2. ↑  Эти вокзалы обслуживают станции Москва-Пассажирская, Москва-Бутырская, Москва-Пасс.-Смоленская и Черкизово, соответственно.